# Baturyn (rejon wilejski)
Baturyn (biał. Батурына; ros. Батурино) – wieś na Białorusi, w obwodzie mińskim, w rejonie wilejskim, w sielsowiecie Chocieńczyce.

## Historia
W czasach zaborów wieś w powiecie wilejskim, w guberni wileńskiej Imperium Rosyjskiego.
W latach 1921–1945 wieś leżała w Polsce, w województwie wileńskim, w powiecie wilejskim, w gminie Chocieńczyce.
Według Powszechnego Spisu Ludności z 1921 roku zamieszkiwało tu 101 osób, 65 było wyznania rzymskokatolickiego, 15 prawosławnego a 21 mojżeszowego. Jednocześnie 65 mieszkańców zadeklarowało polską, 15 białoruską a 21 żydowską przynależność narodową. Było tu 18 budynków mieszkalnych. W 1931 w 16 domach zamieszkiwało 101 osób.
Wierni należeli do miejscowej parafii rzymskokatolickiej i prawosławnej w Chocieńczycach. Miejscowość podlegała pod Sąd Grodzki w Ilji i Okręgowy w Wilnie; właściwy urząd pocztowy mieścił się w Chocieńczycach.
W okresie międzywojennym umiejscowiona była tu strażnica KOP „Baturyn”. Strażnica liczyła około 18 żołnierzy i rozmieszczona była przy linii granicznej z zadaniem bezpośredniej ochrony granicy państwowej. W 1932 roku obsada strażnicy zakwaterowana była w budynku KOP.
W wyniku napaści ZSRR na Polskę we wrześniu 1939 miejscowość znalazła się pod okupacją sowiecką. 2 listopada została włączona do Białoruskiej SRR. Od czerwca 1941 roku pod okupacją niemiecką. W 1944 miejscowość została ponownie zajęta przez wojska sowieckie i włączona do Białoruskiej SRR.
Od 1991 w składzie niepodległej Białorusi.